# Футбол в Азербайджані

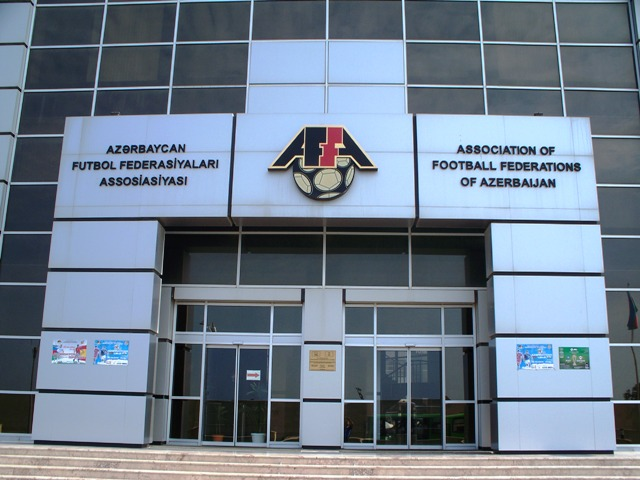
Адміністративна будівля АФФА в Баку

Футбол в Азербайджані — один з ключових напрямків спортивної активності в Азербайджанській республіці. Футбол вже багато десятиліть вважається в Азербайджані одним з найулюбленіших видів спорту. Азербайджан дав футбольному світу чимало яскравих імен, серед яких представники багатьох національностей — Тофік Бахрамов, Назім Сулейманов, Анатолій Банішевський, Казбек Туаєв, Олександр Жидков, Велі Касумов, Дмитро Крамаренко, Лев Майоров, Ігор Пономарьов і ін.

## АФФАі державна програма
АФФА — Асоціація футбольних федерацій Азербайджану здійснює контроль і управління футболом в Азербайджані. Штаб-квартира знаходиться в Баку. Функціонують також регіональні офіси. Займається організацією національного чемпіонату, кубку країни, суперкубка, ігор збірних країни, підтримкою, розвитком та популяризацією футболу в цілому. Президент Азербайджану Ільхам Алієв у 2005 році своїм указом затвердив Державну Програму розвитку футболу в країні на період 2006—2015 рр. Одним із головних напрямів Програми букло проведення заходів з розвитку дитячого футболу. У зв'язку з цим у містах і районах республіки було побудовано 20 критих спортивних майданчиків. Зміцнюються футбольні клуби країни, розвивається матеріально-технічна база, багато з них будують стадіони, бази тренувань. 

## Футбольна академія Азербайджану
Перша Футбольна Академія у Азербайджані. Побудована за фінансової підтримки УЄФА і АФФА, з метою розвитку дитячого футболу в країні. Офіційна церемонія відкриття Академії відбулася 23 лютого 2009 року за участю члена Виконавчого комітету ФІФА, віце-президента УЄФА Шенеса Ерзіка, технічного директора ФІФА Жана Мішеля Бенезета, президента Асоціації футбольних федерацій Азербайджану Ровнага Абдуллаєва, заступника міністра Молоді та Спорту Азербайджану — Ісмаїла Ісмайлова, віце-президента Національного Олімпійського Комітету Азербайджану Чингіза Гусейнзаде, членів Виконавчого Комітету АФФА, ветеранів футболу та інших офіційних осіб.

## Історія

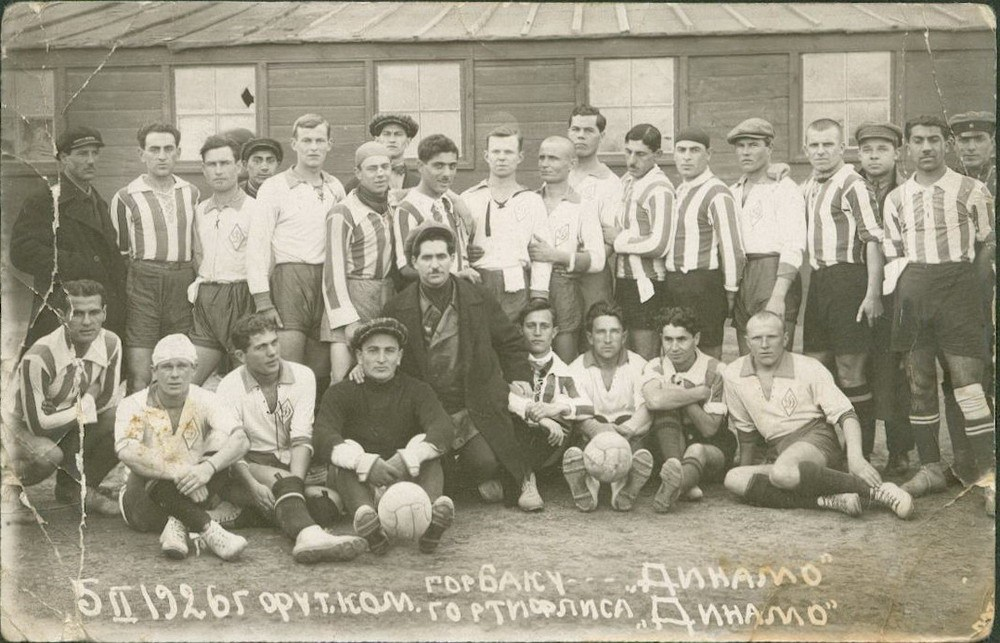
Зустріч бакинського і тіфліського клубів «Динамо» 5 лютого 1926 року

Перші футбольні клуби почали створюватися на території Азербайджану в 1905 році Ці команди в основному представляли великі бакинські нафтові компанії. Так наприклад, футболісти-аматори, які працювали на промислах в Балахани, були відомі у всьому місті. Перший офіційний чемпіонат з футболу був проведений в Баку в 1911 році, переможцем якого стала команда англійської нафтової компанії, під назвою «Британський Клуб». У 1912 році азербайджанські футболісти провели першу міжнародну гру в Тифлісі, проти команди «Сокіл», в якій здобули перемогу з рахунком 4:2.
Також в 1912 році бакинська команда «Британський Клуб» вдруге стала чемпіоном Баку, в 1913—1915 рр. переможцем став клуб «Спортовець», в 1916 — «Футбольний гурток Балахани», а в 1917 — «Сокіл». Крім того, в 1914 році в Баку була створена суддівська колегія, а також перша футбольна ліга в Баку. У 1923 році бакинський клуб «Комсомол» став переможцем на I Олімпіаді комсомольців Закавказзя, що проходив у столиці Грузії, де брали також участь футболісти столиці Тифлісу і Батумі. «Комсомол» повторила цей успіх і в наступних трьох турнірах.
У 1928 році відбувся перший чемпіонат Азербайджану з футболу, в якому взяло участь вісім команд з Баку, Гянджі, Степанакерта, Куби, Шекі та Закатали. Першим чемпіоном Азербайджану стала бакинська команда «Профспілка-2».
У період з 1936 по 1991 роціу чемпіонаті СРСР брали участь такі азербайджанські клуби: «Темп», «Локомотив», «Динамо», «Будівельники Півдня», «Нефтчі», «Прогрес», «Нафтові Камені», «Спартак», «Гянджлик», «Автомобіліст», «Терміст» (Баку), "Текстильник, «Прогрес», «Динамо», «Кяпаз» (всі — Кіровабад), «Металург», «Темп», «Хімік», «Полад», «Восход» (всі — Сумгаїт), «Текстильник», «Автомобіліст» (обидва — Мингечаур), «Араз» (Нахічевань), «Дашгин» (Закатали), «Карабах» (Степанакерт), «Хазар» (Ленкорань), «Гоязан» (Казах), «Карабах» (Агдам). У 1966 році бакинський клуб «Нефтчі» зайняв третє місце у чемпіонаті СРСР з футболу. Це найвище досягнення футбольних клубів Азербайджану на цьому турнірі.
Після здобуття незалежності в 1991 році, в березні 1992 року була створена АФФА — Асоціація Футбольних Федерацій Азербайджану. У 1994 році АФФА була прийнята в УЄФА і ФІФА. Перший чемпіонат незалежної Азербайджану був проведений в 1992 році. У чемпіонаті брало участь рекордна кількість команд — 26. Перемогу святкував бакинський «Нефтчі», срібні медалі дісталися сумгаїтському «Хазару», а бронза — команді «Туран» з Товуза. Бомбардиром першого чемпіонату став Назім Алієв, з «Хазара», з 39 забитими голами.
У 2012 році «Нефтчі» увійшла в історію як перша азербайджанська команда, яка потрапила в груповий етап Ліги Європи УЄФА. Також у 2012 році в Азербайджані вперше пройшов чемпіонат під егідою ФІФА — чемпіонату світу з футболу серед дівчат до 17 років (матчі приймали Баку і Ленкорань).

## Див. також

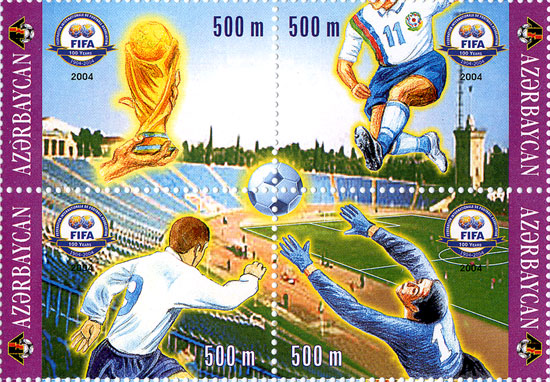
Поштова марка Азербайджану, присвячена футболу

## Збірна Азербайджану з футболу

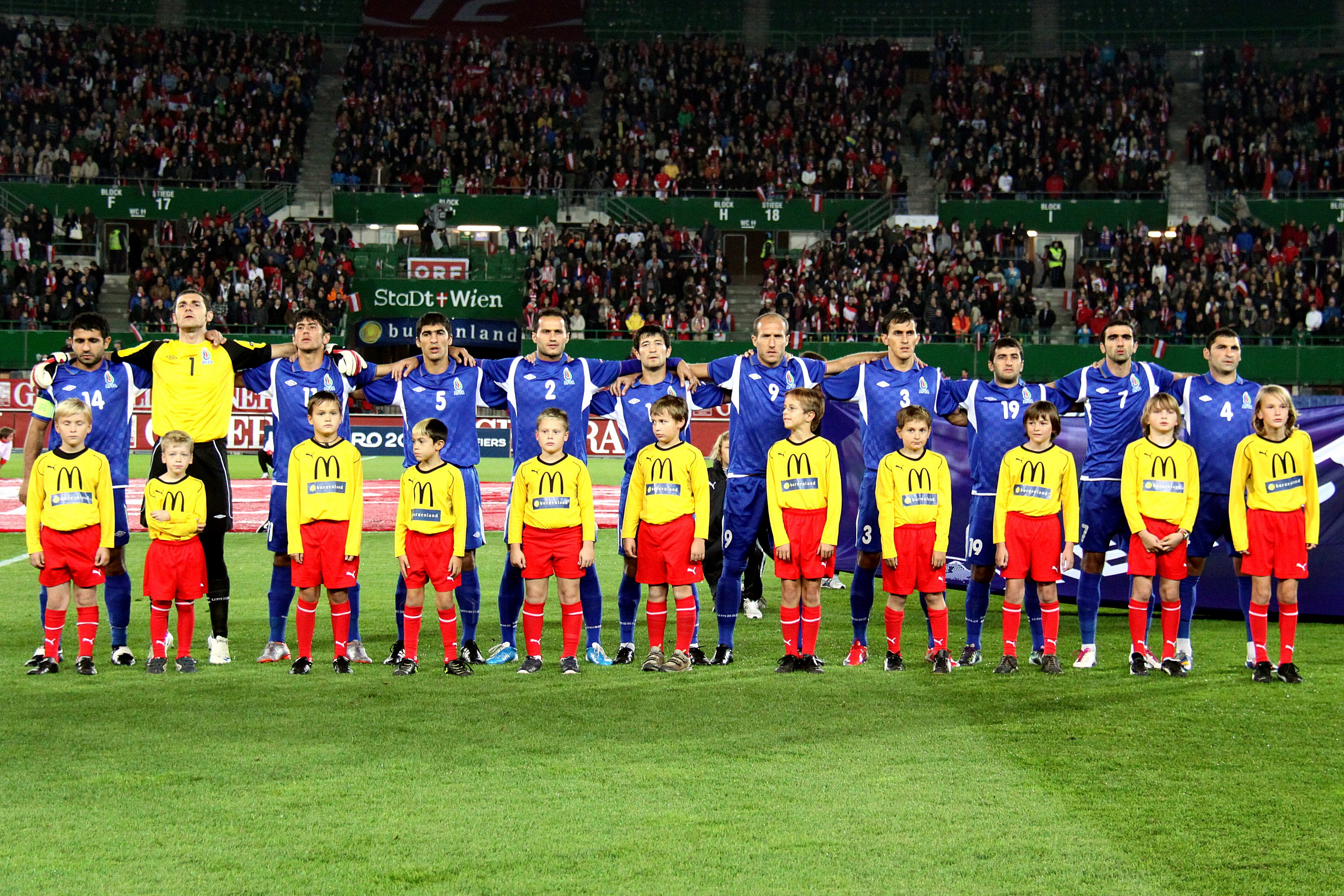
Збірна Азербайджану (2010-10-08)

Збірна Азербайджану провела свої перші товариські матчі в 1929 році проти збірної Ірану в Тегерані, в яких здобула три крупні перемоги — 4:0, 4:1 та 11:0. Після здобуття незалежності в 1991 році, в березні 1992 року була створена АФФА — Асоціація Футбольних Федерацій Азербайджану. У 1994 році АФФА була прийнята в УЄФА і ФІФА. У тому ж році збірна почала виступати у відбіркових матчах до чемпіонату Європи-96 і світу.
Прагнучи підсилити склад основної збірної країни, в Азербайджані почався також практика натуралізації іноземних футболістів, які виступають за місцеві клуби. Так, перед відбірковими матчами чемпіонату Європи 2008 року, колишній наставник збірної Азербайджану Шахін Динієв викликав до лав команди відразу шість натуралізованих футболістів — бразильців Ернані Перейру, Андре Ладагу і Леандро Гомеса, українців — Олександра Чертоганова і Юрія Музику, а також росіянина Сергія Соколова.